# Кук, Эдвард, 7-й граф Лестер
Эдвард Дуглас Кук, 7-й граф Лестер (англ. Edward Douglas Coke, 7th Earl of Leicester; 6 мая 1936 — 25 апреля 2015) — британский дворянин. Граф Лестер был одной из ведущих фигур Норфолка и на протяжении 40 лет играл ключевую роль в сохранении и модернизации поместья Холкем. Он носил титул учтивости — виконт Кук с 1976 по 1994 год.

## Ранняя жизнь
Родился 6 мая 1936 года в Южной Родезии (Зимбабве), где его отец поместилась в молодости, прежде чем унаследовать свой титул и поместье. Старший сын Энтони Кука, 6-го графа Лестера (1909—1994), и Мойры Джоан Кроссли, графини Лестер. Он провел большую часть своего детства на отдаленной ферме в Южной Африке. Его дед Артур Кук (1882—1915), младший сын Томаса Кука, 3-го графа Лестера, был убит в Галлиполи через неделю после того, как прикрывал огнем первую высадку войск, которая произошла за сто лет до дня смерти его внука.

## Поместье Холкем

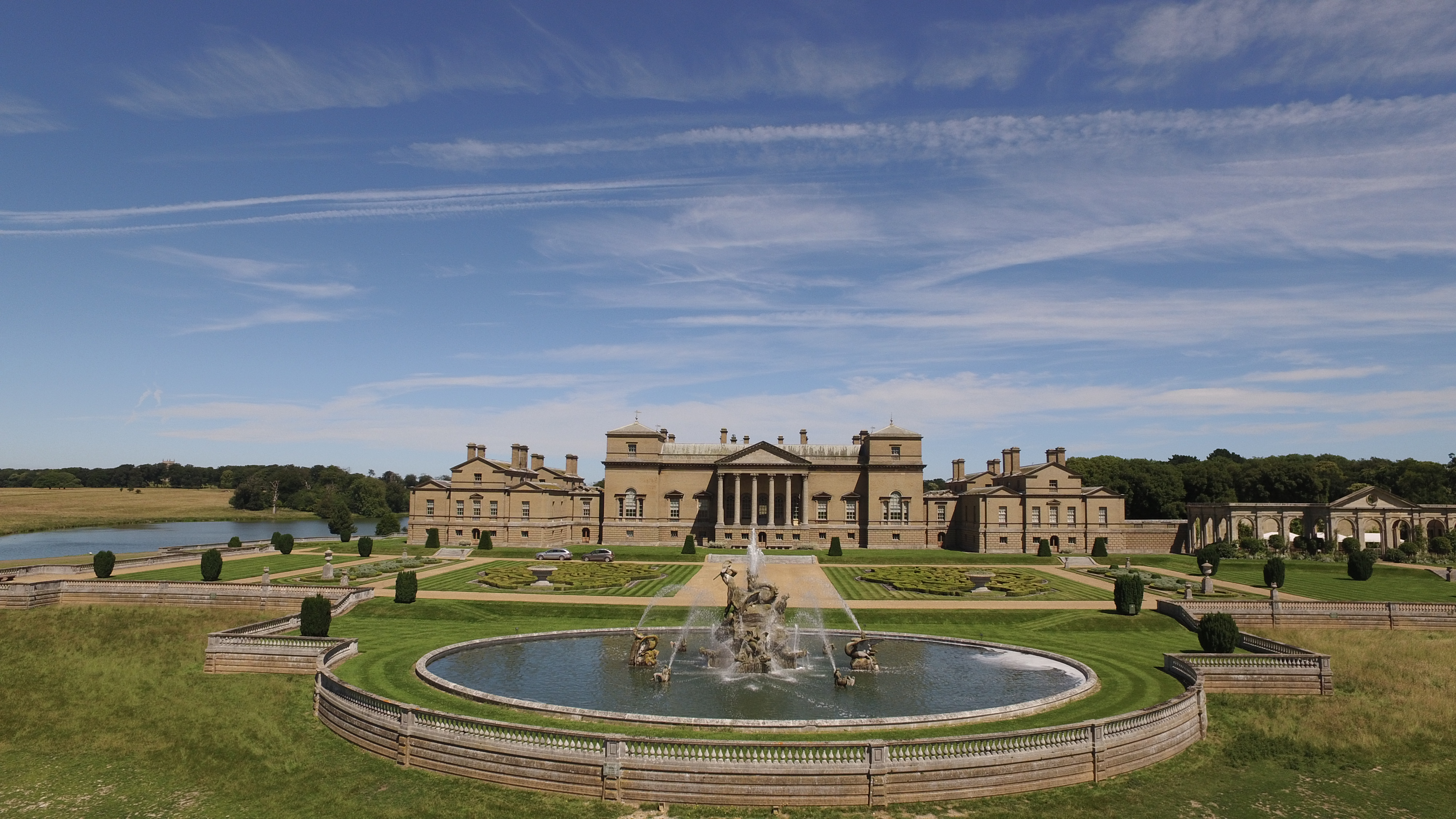
Холкем-холл, графство Норфолк

К 1960-м годам стало ясно, что отец Эдварда Кока был следующим в очереди на унаследование поместья Холкем-холл, и что он сам был следующим наследником. В 1961 году, в возрасте 25 лет, Эдвард Кук приехал в Англию и поселился в районе Холкема, чтобы заняться сельским хозяйством и ознакомиться с поместьем.
К началу 1973 года компания Coke взяла на себя управление поместьем, которое остро нуждалось в улучшении. Из 300 домов в поместье только около тридцати имели ванные комнаты, Холл по-прежнему отапливался открытым огнем, и, как он позже сказал, Парк-Фарм была, пожалуй, единственной убыточной фермой в стране. Это было началом долгосрочного проекта по модернизации фермы, зданий поместья и Холкем-холла, чтобы обеспечить жизнеспособное наследие для будущих поколений. В 1996 году он получил Премию Лорана Перье за охрану природы, в частности, в знак признания выдающейся работы по сохранению, проведенной для обеспечения устойчивости популяции серых куропаток.
В 1976 году, после смерти Томаса Кука, 5-го графа Лестера, и решения его отца, 6-го графа Лестера, остаться в Южной Африке, он взял на себя полную ответственность, как виконт Кук, за управление поместьем Холкем-холлом. После смерти отца в 1994 году он стал 7-м графом Лестером и владельцем поместья.
Граф был увлечен обширной коллекцией произведений искусства в Холкем-холле и был страстным покровителем искусства, предоставляя множество картин галереям и выставкам как на национальном, так и на международном уровне. Остро интересуясь историей семьи Кока и всеми аспектами Холкем-холла, он взял на себя главную задачу, которая длилась 10 лет, по восстановлению первоначального стиля окон, который был разрушен установкой больших листового стекла в XIX веке, и восстановил, насколько это возможно, оригинальные драпировки.
Одной из его последних инициатив было предложить выставку (сейчас находящуюся в стадии подготовки) в зале, посвященную Великой хартии вольностей и роли, которую сыграл его предок, известный юрист XVII века сэр Эдвард Кук, в сохранении ее ценностей. С помощью его второй жены Сары благодаря тщательному ремонту и реконструкции в зал вдохнули новую жизнь; дни открытых дверей были преобразованы за счет снятия веревок и добавления цветов в каютах; в Мраморном зале проходили концерты классической музыки и коллективные вечеринки. Они намеренно занимали два разных крыла зала летом и зимой, чтобы максимально использовать весь дом.

## Брак и дети
28 апреля 1962 года Эдвард Кук женился на Валерии Филлис Поттер, дочери Леонарда А. Поттера. У них было трое детей и семь внуков.
- Томас Эдвард Кук, 8-й граф Лестер (род. 6 июля 1965), женился на Полли Уэйтли 21 декабря 1996 года. У них четверо детей.
- Леди Лаура Джейн Элизабет Кук (род. 14 марта 1968), она вышла замуж за Джонатана Пола в 1993 году. У них двое сыновей и одна дочь.
- Достопочтенный Руперт Генри Джон Кук (род. 1975).

Они развелись в 1985 году. В 1986 году лорд Лестер женился во второй раз на Саре Форд (род. 1947), дочери Ноэля Генри Бойса Форда и Памелы Кэтлин Бринтон, это был её второй брак. Графиня занимала должность верховного шерифа Норфолка в 2013—2014 годах.

## Занимаемые должности и должности
Помимо надзора за управлением поместьем, граф Лестер находил время играть активную роль в общественной жизни. Среди должностей и должностей, которые он занимал, были лидер городского совета Кингс-Линн и Западный Норфолк (1980—1985), председатель комитета по планированию совета (1987—1991), комиссар по английскому наследию, попечитель Фонда исторических зданий Северного Норфолка. , попечитель-основатель и председатель Глобального образовательного фонда Университета Де Монфор, попечитель Королевского английского полка, председатель Ассоциации землевладельцев страны, заместитель лейтенанта Норфолка, президент Общества древних памятников и президент Уэллса RNLI. Он занимал пост президента Ассоциации исторических домов (HHA) с 1998 по 2003 год, в этом качестве он был назначен CBE за заслуги перед наследием. Он продолжил свою работу с HHA в качестве покровителя.
Граф был активным энтузиастом спортивных состязаний и гордился репутацией Холкема как родины загонной стрельбы. На протяжении многих лет, как любитель рабочих собак, он принимал чемпионаты Кеннел-клуба по ретриверам и чемпионаты по спаниелям в поместье Холкем-холл. В 1978 году он провел в парке деревенскую ярмарку, посвященную 200-летию стрижки овец, проводимой его предком, знаменитым фермером «Кока из Норфолка», и это стало первым из многих подобных регулярных мероприятий.

## Выход на пенсию и дальнейшая жизнь
В октябре 2005 года лорд Лестер ушел из активного управления поместьем и передал контроль своему сыну Томасу, виконту Куку (который сейчас является 8-м графом). В 2006 году он переехал в другой участок поместья, но продолжал проявлять большой интерес к постоянному улучшению Холкем-холла, поместья и его зданий.
Лорд Лестер умер рано утром 25 апреля 2015 года. У него осталась вдова Сара, графиня Лестер, трое детей и семеро внуков.